# Мокрицы (Новгородская область)
Мокрицы — деревня на северо-востоке Батецкого района Новгородской области. Относится к Мойкинскому сельскому поселению.

## География
Недалеко от деревни проходит граница между Батецким и Новгородским районами. Находится деревня в одном километре к северо-западу от деревни Любуницы Батецкого района. Через деревню проходит автодорога «Люболяды — Тёсовский (Тёсово-2)».

## История
Основана во второй половине XIX века. До 2010 года деревня относилась к ныне упраздненному Вольногорскому сельскому поселению.